# Bacillus thuringiensis israelensis
Bacillus thuringiensis israelensis (Bti) is een bacterie die als biologisch bestrijdingsmiddel van larven van bepaalde soorten van de orde tweevleugeligen (Diptera) wordt gebruikt.
B. thuringiensis israelensis  is een ondersoort van Bacillus thuringiensis en produceert toxinen die effectief verschillende soorten muggenlarven doden, terwijl ze bijna geen effect op andere organismen hebben.
Bti stammen bezitten het pBtoxis plasmide dat voor een aantal Cry en Cyt toxines, waaronder Cry4, Cry10, Cry11, Cyt1 en Cyt2 codeert. Zowel Cry en Cyt eiwitten zijn toxines die poriën vormen in de celmembraan. Bti die met het voedsel muggenlarven binnen komen perforeren de epitheelcellen van het darmkanaal. Door Bti aan stilstaand water, zoals poelen, rijst velden en rietlanden, toe te voegen, kunnen muggen op een natuurlijke biologische wijze worden bestreden. Dit doodt echter niet alleen larven van steekmuggen maar ook van andere tweevleugeligen en heeft indirect een negatief effect op andere diersoorten zoals libellen.